# Saison 1981-1982 de la LNH
Saison précédente Saison suivante
La saison 1981-1982  est la 65e saison régulière de la Ligue nationale de hockey. Vingt-et-une équipes ont joué chacune 80 matchs.

## Saison régulière

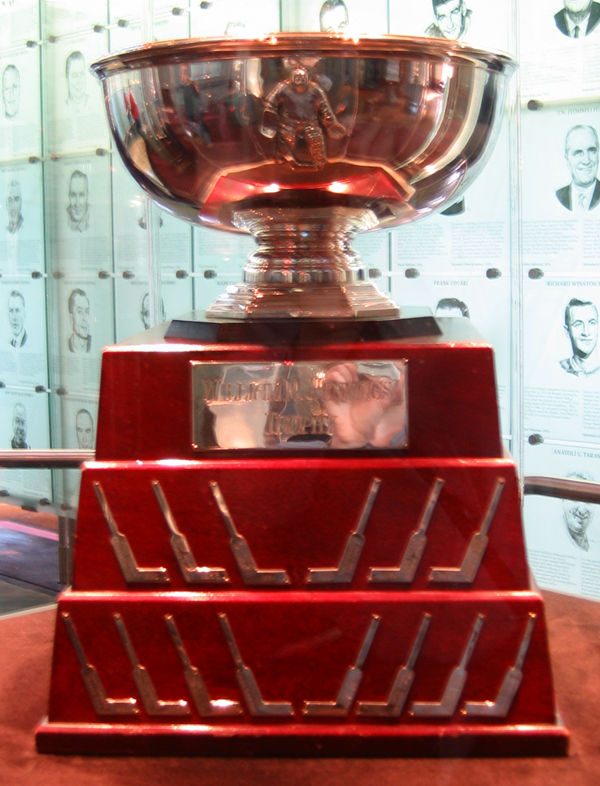
Trophée William-M.-Jennings

Le trophée William-M.-Jennings est introduit cette saison afin de récompenser le gardien de but de l’équipe ayant concédé le moins de buts durant la saison régulière. Celui-ci doit avoir joué un minimum de 25 parties dans la Ligue nationale de hockey.
Au début de la saison, les divisions et associations ont été réajustées afin de mieux refléter la situation géographique des franchises.
Les Islanders de New York sont la meilleure équipe de la ligue avec 118 points et 7 points d'avance sur la deuxième équipe, les Oilers d'Edmonton. Au sein de cette dernière, Wayne Gretzky bat 7 records. Il bat celui des 50 buts en 50 matchs de Maurice Richard en inscrivant 50 buts en seulement 39 matchs. Il bat les 76 buts de Phil Esposito en saison régulière avec 92 réalisations et son propre record de passes établi la saison précédente avec 120 passes décisives (contre 109). Avec 212 points, il devient le premier et seul joueur à ce jour à dépasser les 200 points en une saison. À la fin de la saison, les Oilers ont marqué 417 buts et Gretzky y contribue à plus de 50 %.

### Classements finaux

#### Association Prince de Galles
| Clt   | Équipe                | PJ | V  | D  | N  | BP  | BC  | Pts |
| ----- | --------------------- | -- | -- | -- | -- | --- | --- | --- |
| +001, | Canadiens de Montréal | 80 | 46 | 17 | 17 | 360 | 223 | 109 |
| +002, | Bruins de Boston      | 80 | 43 | 27 | 10 | 323 | 285 | 96  |
| +003, | Sabres de Buffalo     | 80 | 39 | 26 | 15 | 307 | 273 | 93  |
| +004, | Nordiques de Québec   | 80 | 33 | 31 | 16 | 356 | 345 | 82  |
| +005, | Whalers de Hartford   | 80 | 21 | 41 | 18 | 264 | 351 | 60  |

| Clt   | Équipe                 | PJ | V  | D  | N  | BP  | BC  | Pts |
| ----- | ---------------------- | -- | -- | -- | -- | --- | --- | --- |
| +001, | Islanders de New York  | 80 | 54 | 16 | 10 | 385 | 250 | 118 |
| +002, | Rangers de New York    | 80 | 39 | 27 | 14 | 316 | 306 | 92  |
| +003, | Flyers de Philadelphie | 80 | 38 | 31 | 11 | 325 | 313 | 87  |
| +004, | Penguins de Pittsburgh | 80 | 31 | 36 | 13 | 310 | 337 | 75  |
| +005, | Capitals de Washington | 80 | 26 | 41 | 13 | 319 | 338 | 65  |

#### Association Clarence Campbell
| Clt   | Équipe                   | PJ | V  | D  | N  | BP  | BC  | Pts |
| ----- | ------------------------ | -- | -- | -- | -- | --- | --- | --- |
| +001, | North Stars du Minnesota | 80 | 37 | 23 | 20 | 346 | 288 | 94  |
| +002, | Jets de Winnipeg         | 80 | 33 | 33 | 14 | 319 | 332 | 80  |
| +003, | Blues de Saint-Louis     | 80 | 32 | 40 | 8  | 315 | 349 | 72  |
| +004, | Black Hawks de Chicago   | 80 | 30 | 38 | 12 | 332 | 363 | 72  |
| +005, | Maple Leafs de Toronto   | 80 | 20 | 44 | 16 | 298 | 380 | 56  |
| +006, | Red Wings de Détroit     | 80 | 21 | 47 | 12 | 270 | 351 | 54  |

| Clt   | Équipe               | PJ | V  | D  | N  | BP  | BC  | Pts |
| ----- | -------------------- | -- | -- | -- | -- | --- | --- | --- |
| +001, | Oilers d'Edmonton    | 80 | 48 | 17 | 15 | 417 | 295 | 111 |
| +002, | Canucks de Vancouver | 80 | 30 | 33 | 17 | 290 | 286 | 77  |
| +003, | Flames de Calgary    | 80 | 29 | 34 | 17 | 334 | 345 | 75  |
| +004, | Kings de Los Angeles | 80 | 24 | 41 | 15 | 314 | 396 | 63  |
| +005, | Rockies du Colorado  | 80 | 18 | 49 | 13 | 241 | 362 | 49  |

- Champion de la saison régulière
- Qualifié pour les quarts de finale des séries éliminatoires

### Meilleurs Pointeurs
| Joueur          | Équipe                | PJ | B  | A   | Pts | Pun |
| --------------- | --------------------- | -- | -- | --- | --- | --- |
| Wayne Gretzky   | Edmonton              | 80 | 92 | 120 | 212 | 26  |
| Mike Bossy      | Islanders de New York | 80 | 64 | 83  | 147 | 22  |
| Peter Šťastný   | Québec                | 80 | 46 | 93  | 139 | 91  |
| Dennis Maruk    | Washington            | 80 | 60 | 76  | 136 | 128 |
| Bryan Trottier  | Islanders de New York | 80 | 50 | 79  | 129 | 88  |
| Denis Savard    | Chicago               | 80 | 32 | 87  | 119 | 82  |
| Marcel Dionne   | Los Angeles           | 78 | 50 | 67  | 117 | 50  |
| Bobby Smith     | Minnesota             | 80 | 43 | 71  | 114 | 82  |
| Dino Ciccarelli | Minnesota             | 76 | 55 | 51  | 106 | 138 |
| Dave Taylor     | Los Angeles           | 78 | 39 | 67  | 106 | 130 |

## Séries éliminatoires de la Coupe Stanley
Cette saison, les séries éliminatoires sont modifiées. Les quatre premières équipes de chaque division sont qualifiées et jouent un premier tour au meilleur des 5 matchs. Les vainqueurs disputent ensuite les finales de divisions puis les finales d'Associations et enfin la finale de la Coupe Stanley au meilleur des 7 matchs.
|  | Demi-finales de divisions    | Demi-finales de divisions | Demi-finales de divisions |   |                       | Finales de divisions  | Finales de divisions | Finales de divisions |  |    | Finales d'association | Finales d'association | Finales d'association |  |    | Finale de la Coupe Stanley | Finale de la Coupe Stanley | Finale de la Coupe Stanley |
|  |                              |                           |                           |   |                       |                       |                      |                      |  |    |                       |                       |                       |  |    |                            |                            |                            |
|  | A1                           | Montréal                  | 2                         |   |                       |                       |                      |                      |  |    |                       |                       |                       |  |    |                            |                            |                            |
|  | A4                           | Québec                    | 3                         |   |                       |                       |                      |                      |  |    |                       |                       |                       |  |    |                            |                            |                            |
|  | A4                           | Québec                    | 3                         |   | A4                    | Québec                | 4                    |                      |  |    |                       |                       |                       |  |    |                            |                            |                            |
|  |                              |                           |                           |   | A4                    | Québec                | 4                    |                      |  |    |                       |                       |                       |  |    |                            |                            |                            |
|  |                              | A2                        | Boston                    | 3 |                       |                       |                      |                      |  |    |                       |                       |                       |  |    |                            |                            |                            |
|  | A2                           | A2                        | Boston                    | 3 | Boston                | 3                     |                      |                      |  |    |                       |                       |                       |  |    |                            |                            |                            |
|  | A2                           |                           |                           |   | Boston                | 3                     |                      |                      |  |    |                       |                       |                       |  |    |                            |                            |                            |
|  | A3                           | Buffalo                   | 1                         |   |                       |                       |                      |                      |  |    |                       |                       |                       |  |    |                            |                            |                            |
|  | A3                           | Buffalo                   | 1                         |   |                       |                       |                      |                      |  | A4 | Québec                | 0                     |                       |  |    |                            |                            |                            |
|  | Association Prince de Galles |                           |                           |   |                       |                       |                      |                      |  | A4 | Québec                | 0                     |                       |  |    |                            |                            |                            |
|  |                              | P1                        | Islanders de New York     | 4 |                       |                       |                      |                      |  |    |                       |                       |                       |  |    |                            |                            |                            |
|  | P1                           | P1                        | Islanders de New York     | 4 | Islanders de New York | 3                     |                      |                      |  |    |                       |                       |                       |  |    |                            |                            |                            |
|  | P1                           |                           |                           |   | Islanders de New York | 3                     |                      |                      |  |    |                       |                       |                       |  |    |                            |                            |                            |
|  | P4                           | Pittsburgh                | 2                         |   |                       |                       |                      |                      |  |    |                       |                       |                       |  |    |                            |                            |                            |
|  | P4                           | Pittsburgh                | 2                         |   | P1                    | Islanders de New York | 4                    |                      |  |    |                       |                       |                       |  |    |                            |                            |                            |
|  |                              |                           |                           |   | P1                    | Islanders de New York | 4                    |                      |  |    |                       |                       |                       |  |    |                            |                            |                            |
|  |                              | P2                        | Rangers de New York       | 2 |                       |                       |                      |                      |  |    |                       |                       |                       |  |    |                            |                            |                            |
|  | P2                           | P2                        | Rangers de New York       | 2 | Rangers de New York   | 3                     |                      |                      |  |    |                       |                       |                       |  |    |                            |                            |                            |
|  | P2                           |                           |                           |   | Rangers de New York   | 3                     |                      |                      |  |    |                       |                       |                       |  |    |                            |                            |                            |
|  | P3                           | Philadelphie              | 1                         |   |                       |                       |                      |                      |  |    |                       |                       |                       |  |    |                            |                            |                            |
|  | P3                           | Philadelphie              | 1                         |   |                       |                       |                      |                      |  |    |                       |                       |                       |  | P1 | Islanders de New York      | 4                          |                            |
|  |                              |                           |                           |   |                       |                       |                      |                      |  |    |                       |                       |                       |  | P1 | Islanders de New York      | 4                          |                            |
|  |                              | S2                        | Vancouver                 | 0 |                       |                       |                      |                      |  |    |                       |                       |                       |  |    |                            |                            |                            |
|  | N1                           | S2                        | Vancouver                 | 0 | Minnesota             | 1                     |                      |                      |  |    |                       |                       |                       |  |    |                            |                            |                            |
|  | N1                           |                           |                           |   | Minnesota             | 1                     |                      |                      |  |    |                       |                       |                       |  |    |                            |                            |                            |
|  | N4                           | Chicago                   | 3                         |   |                       |                       |                      |                      |  |    |                       |                       |                       |  |    |                            |                            |                            |
|  | N4                           | Chicago                   | 3                         |   | N4                    | Chicago               | 4                    |                      |  |    |                       |                       |                       |  |    |                            |                            |                            |
|  |                              |                           |                           |   | N4                    | Chicago               | 4                    |                      |  |    |                       |                       |                       |  |    |                            |                            |                            |
|  |                              | N3                        | Saint-Louis               | 2 |                       |                       |                      |                      |  |    |                       |                       |                       |  |    |                            |                            |                            |
|  | N2                           | N3                        | Saint-Louis               | 2 | Winnipeg              | 1                     |                      |                      |  |    |                       |                       |                       |  |    |                            |                            |                            |
|  | N2                           |                           |                           |   | Winnipeg              | 1                     |                      |                      |  |    |                       |                       |                       |  |    |                            |                            |                            |
|  | N3                           | Saint-Louis               | 3                         |   |                       |                       |                      |                      |  |    |                       |                       |                       |  |    |                            |                            |                            |
|  | N3                           | Saint-Louis               | 3                         |   |                       |                       |                      |                      |  | N4 | Chicago               | 1                     |                       |  |    |                            |                            |                            |
|  | Association Campbell         |                           |                           |   |                       |                       |                      |                      |  | N4 | Chicago               | 1                     |                       |  |    |                            |                            |                            |
|  |                              | S2                        | Vancouver                 | 4 |                       |                       |                      |                      |  |    |                       |                       |                       |  |    |                            |                            |                            |
|  | S1                           | S2                        | Vancouver                 | 4 | Edmonton              | 2                     |                      |                      |  |    |                       |                       |                       |  |    |                            |                            |                            |
|  | S1                           |                           |                           |   | Edmonton              | 2                     |                      |                      |  |    |                       |                       |                       |  |    |                            |                            |                            |
|  | S4                           | Los Angeles               | 3                         |   |                       |                       |                      |                      |  |    |                       |                       |                       |  |    |                            |                            |                            |
|  | S4                           | Los Angeles               | 3                         |   | S4                    | Los Angeles           | 1                    |                      |  |    |                       |                       |                       |  |    |                            |                            |                            |
|  |                              |                           |                           |   | S4                    | Los Angeles           | 1                    |                      |  |    |                       |                       |                       |  |    |                            |                            |                            |
|  |                              | S2                        | Vancouver                 | 4 |                       |                       |                      |                      |  |    |                       |                       |                       |  |    |                            |                            |                            |
|  | S2                           | S2                        | Vancouver                 | 4 | Vancouver             | 3                     |                      |                      |  |    |                       |                       |                       |  |    |                            |                            |                            |
|  | S2                           |                           |                           |   | Vancouver             | 3                     |                      |                      |  |    |                       |                       |                       |  |    |                            |                            |                            |
|  | S3                           | Calgary                   | 0                         |   |                       |                       |                      |                      |  |    |                       |                       |                       |  |    |                            |                            |                            |

## Récompenses

### Trophées
| Trophée                      | Vainqueur                 | Équipe                 |
| ---------------------------- | ------------------------- | ---------------------- |
| Trophée Calder               | Dale Hawerchuk            | Jets de Winnipeg       |
| Trophée Lester-B.-Pearson    | Wayne Gretzky             | Oilers d'Edmonton      |
| Trophée Art-Ross             | Wayne Gretzky             | Oilers d'Edmonton      |
| Trophée Hart                 | Wayne Gretzky             | Oilers d'Edmonton      |
| Trophée Conn-Smythe          | Mike Bossy                | Islanders de New York  |
| Trophée Bill-Masterton       | Glenn Resch               | Rockies du Colorado    |
| Trophée Frank-J.-Selke       | Steve Kasper              | Bruins de Boston       |
| Trophée Jack-Adams           | Tom Watt                  | Jets de Winnipeg       |
| Trophée James-Norris         | Doug Wilson               | Black Hawks de Chicago |
| Trophée Lady Byng            | Rick Middleton            | Bruins de Boston       |
| Trophée Lester-Patrick       | Emile Francis             | Emile Francis          |
| Trophée Vézina               | Billy Smith               | Islanders de New York  |
| Trophée William-M.-Jennings  | Rick Wamsley Denis Herron | Canadiens de Montréal  |
| Trophée plus-moins de la LNH | Wayne Gretzky             | Oilers d'Edmonton      |

| Trophée                      | Équipe                |
| ---------------------------- | --------------------- |
| Trophée Clarence-S.-Campbell | Canucks de Vancouver  |
| Trophée Prince de Galles     | Islanders de New York |
| Coupe Stanley                | Islanders de New York |

### Équipes d'étoiles
| Position       | Première équipe | Première équipe        | Deuxième équipe | Deuxième équipe       |
| Position       | Joueur          | Équipe                 | Joueur          | Équipe                |
| -------------- | --------------- | ---------------------- | --------------- | --------------------- |
| Gardien de but | Billy Smith     | Islanders de New York  | Grant Fuhr      | Oilers d'Edmonton     |
| Défenseur      | Raymond Bourque | Bruins de Boston       | Paul Coffey     | Oilers d'Edmonton     |
| Défenseur      | Doug Wilson     | Black Hawks de Chicago | Brian Engblom   | Canadiens de Montréal |
| Ailier gauche  | Mark Messier    | Oilers d'Edmonton      | John Tonelli    | Islanders de New York |
| Centre         | Wayne Gretzky   | Oilers d'Edmonton      | Bryan Trottier  | Islanders de New York |
| Ailier droit   | Mike Bossy      | Islanders de New York  | Rick Middleton  | Bruins de Boston      |